# Sex O'Clock USA
Pour plus de détails, voir Fiche technique et Distribution.
Sex O'Clock USA est un documentaire français réalisé par François Reichenbach, sorti en 1976.

## Synopsis
Ce documentaire traite de la libération sexuelle aux États-Unis.

## Fiche technique
- Titre : Sex O'Clock USA
- Réalisation : François Reichenbach[1]
- Réalisateur deuxième équipe : Serge Halsdorf
- Photographie : Jean Collomb
- Son: Dominique Dalmasso
- Musique : Mort Shuman
- Montage : Delphine Desfons
- Producteur : Eric Rochat
- Sociétés de production : France Opéra Films - Yang Productions
- Durée :  92 minutes
- Date de sortie : 
  - France : 21 juillet 1976

## Distribution
- Frank Moore